# Mini-Israël

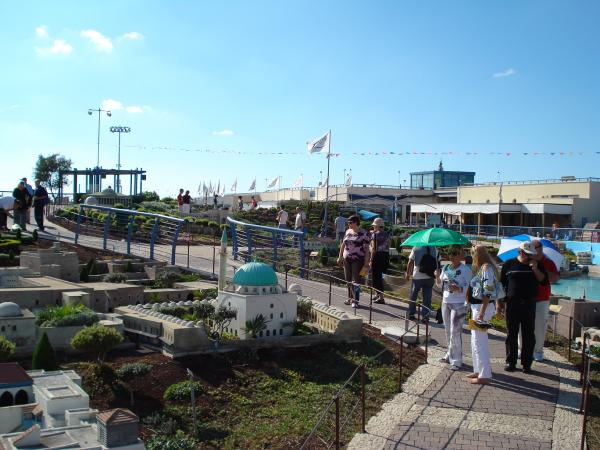
Bezoekers bekijken een maquette van de moskee Al-Jazzar (2007)

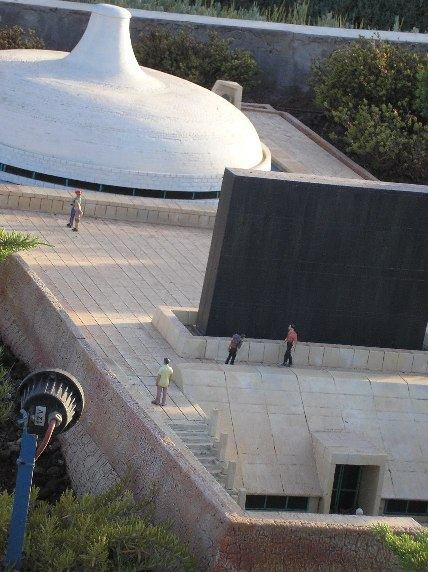
Schrijn van het Boek

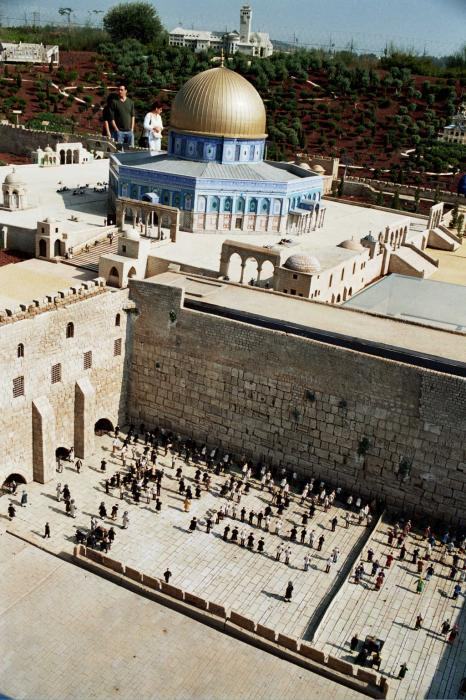
Vooraan: Westelijke muur („Klaagmuur”), boven: Tempelberg met de Rotskoepel

Mini-Israël (Hebreeuws: מיני ישראל, Mini Israel) is een miniatuurpark nabij Latrun, in het Ayalondal in Israël. Het werd geopend in november 2002 en toont circa 350 maquettes van gebouwen en monumenten in Israël, waarvan de meeste op schaal 1:25.

## Beschrijving
De permanente tentoonstelling toont de belangrijkste bezienswaardigheden in Israël die een rol spelen in het jodendom, het christendom en de islam. Het gaat om bezienswaardigheden van historische, archeologische, culturele, religieuze en etnische betekenis die karakteristiek zijn voor deze etnische groepen, maar ook voor Druzen, Bedoeïenen en anderen. Alle bordjes zijn in het Hebreeuws, Arabisch en Engels.
Het complex beslaat 60.000 m2. Hiervan wordt 35.000 m2 ingenomen door de maquettes. Verder zijn er een souvenirwinkel en enkele restaurants, alsmede een zaal voor lezingen en vergaderingen, waar onder meer een film over de bouw van het park wordt getoond. Ook zijn er audiogidsen en gemotoriseerde buggy’s.

## Geschiedenis
Vanaf het begin hanteert Mini-Israël de slogan See it all – small. Het team van ontwerpers, architecten en maquettebouwers telde meer dan 100 mensen uit alle delen van de Israëlische samenleving en religies, waaronder vele nieuwe immigranten uit de vroegere Sovjet-Unie.
Het park is het geesteskind van de Israëlische ondernemer Eiran Gazit, die op het idee kwam na een bezoek in 1986 aan het Nederlandse Madurodam. Na vertraging ten gevolge van de eerste intifada begon Gazit in 1994 met zijn bouwplannen. Het park werd gebouwd door Gazit en enkele partners. De totale kosten bedroegen ongeveer USD 20 miljoen en zijn voornamelijk gefinancierd door twee grote investeringsmaatschappijen, te weten Granite HaCarmel en Secom. Daarnaast is 15% gesubsidieerd door het Israëlische Bureau voor Toerisme. In de eerste negen maanden van zijn bestaan ontving het park 350.000 bezoekers. Sinds 19 april 2012 is Mini-Israel ook te zien op Google Street View.

## De maquettes
Het park omvat circa 350 gebouwen en monumenten, 30.000 modellen van mensen, 500 dieren, planten, 15.000 echte bomen, 4700 auto’s, 230 vrachtauto’s, 100 motorfietsen, 14 treinen, 3 helikopters, 32 vliegtuigen en 175 schepen. Alle bomen zijn echte bonsais, gecultiveerd en geplant door een boomkwekerij.
Het park heeft ruwweg de vorm van een davidsster, waarbij elk van de zes driehoeken een gebied of een stad voorstellen: Jeruzalem, Tel Aviv, Haifa, Galilea, Negev en het midden van het land. De maquettes zijn gemaakt in werkplaatsen verspreid over het hele land, waarbij geavanceerde computergestuurde apparatuur is gebruikt. De ontwerpen en berekeningen zijn gemaakt door medewerkers van Mini Israël.
De meeste maquettes zijn op schaal 1:25. Uitzonderingen zijn de mosjav Nahalal (1:250), de elektrische centrale Orot Rabin (1:50), de muren van Jeruzalem en Akko (1:50 voor de lengte, maar 1:25 voor de hoogte) en de Menora voor het Knessetgebouw (1:15).
De maquettes zijn gemaakt van polyurethaan of soortgelijke polymeren, en kleine steentjes. Ze zijn geschilderd met watervaste verf voor de weerbestendigheid. Veel van de modellen bevatten bewegende delen, zoals treinen, vliegtuigen, een voetbalwedstrijd, zware machinerie, schepen, enz.
Bij de bouw van de maquettes is gebruikgemaakt van adviezen van Madurodam, dat ook enkele van de maquettes heeft gebouwd. In 2001 zijn een aantal hiervan in Madurodam tentoongesteld, onder de naam Sjalom Madurodam – Israël in miniatuur.

## Externe link

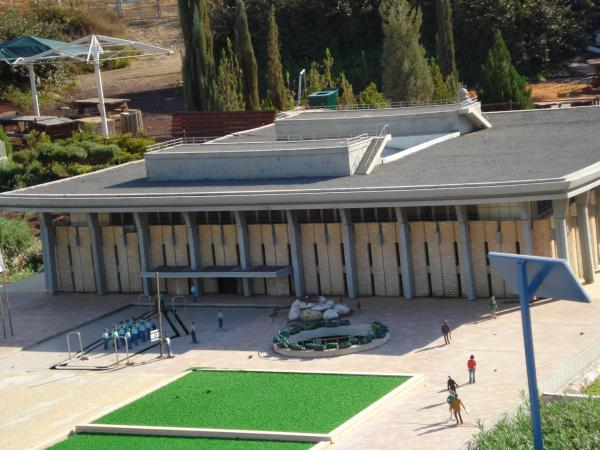
Gebouw van de Knesset (parlement)
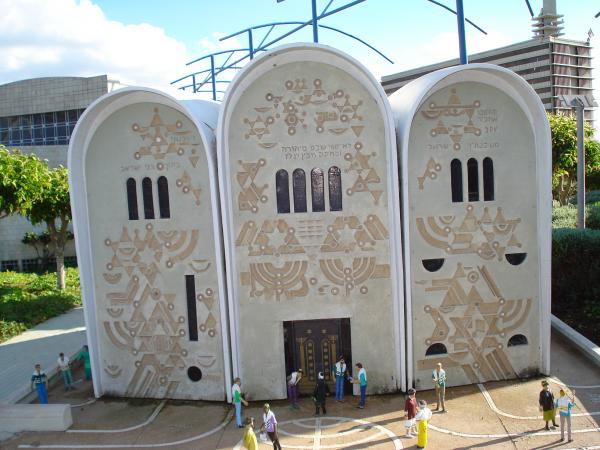
Synagoge in Tel Aviv
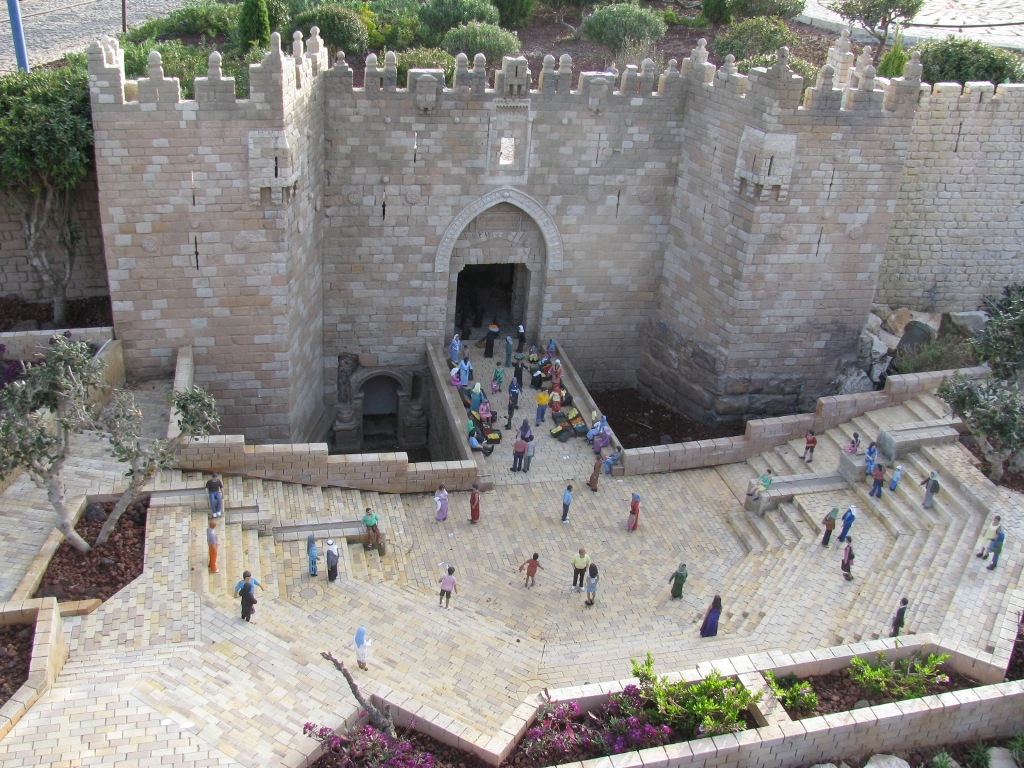
Damascuspoort in Jeruzalem
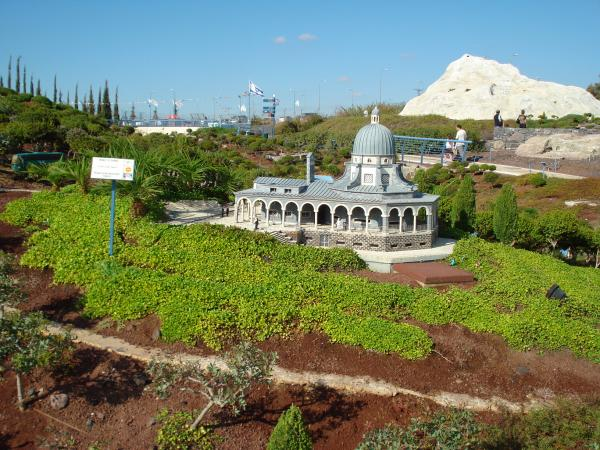
Kerk op de Berg van de Zaligsprekingen in Galilea